# Тиловай
Тилова́й (рос. Тыловай) — село в Дебьоському районі Удмуртії, Росія.

## Населення
Населення — 502 особи (2010; 631 в 2002).
Національний склад станом на 2002 рік:
- удмурти — 84 %

## Урбаноніми[3]
- вулиці — Кірова, Леніна, Логова, Миру, Першотравнева, Польова, Праці, Радянська, Свободи